# Pintado (futbolista)
Luís Carlos de Oliveira Preto (Bragança Paulista, 17 de septiembre de 1965), más conocido como Pintado, es un exfutbolista y entrenador brasileño que actualmente se encuentra sin equipo.
Jugaba como centrocampista y comenzó su carrera con el Bragantino en 1983, para llegar un año después con São Paulo, donde tuvo su mejor etapa. Es considerado un referente histórico del equipo soberano que obtuvo las ediciones de 1992 y 1993 de la Copa Libertadores y la Copa Intercontinental contra el F. C. Barcelona de Johan Cruyff en 1992. Destacó en su paso con el Cruz Azul, donde obtuvo una Copa y una Copa de Campeones. Después paseó su fútbol en diversos clubes de Brasil y en Japón con el Cerezo Osaka, teniendo un segundo aire con el América Mineiro, del cual ha sido mencionado por el diario Lance! como uno de los mejores jugadores en la historia de la institución.
Como entrenador ha sido campeón con el Inter de Limeira de la segunda categoría del Campeonato Paulista en 2004 y del Campeonato Matogrossense con Cuiabá en 2022. De igual forma, obtuvo el ascenso a la Serie A con Juventude, luego de finalizar en el tercer puesto de la Serie B en 2020.

## Trayectoria

### Futbolista
Luís Carlos comenzó su carrera en las inferiores de Bragantino de su ciudad natal y se presentó con el primer equipo en 1983. En sus inicios ocupaba el puesto de defensor por sus características físicas y su altura. En 1984 llegó a São Paulo y firmó su primer contrato profesional. En ese momento jugaba como lateral derecho. El origen de su apodo, según el exjugador, viene de su infancia en el campo.

«Un día desapareció el chico que era portero de mi equipo. Entonces el entrenador me señaló y, como estaba pecoso, dijo que 'Pintado' sería el portero. (...) Los niños empezaron a reírse y el apodo se quedó.»

No tuvo muchas oportunidades bajo el mando de Cilinho. Sólo disputó dos partidos en el Paulistão de 1985, que significó el primer título de su carrera. Acabó cedido al equipo que lo descubrió. En ese momento ya había pasado por todas las posiciones de defensa. Su debut como centrocampista defensivo terminó siendo por accidente. Y así lo promovió Carlos Alberto Parreira, entonces entrenador de Bragantino y más tarde de la selección brasileña.

«Parreira me preguntó si quería jugar en el medio o en la banda. Pensé que se refería al corazón de la defensa, pero en realidad estaba hablando del mediocampo. (...) Acepté jugar en el medio y, de repente, me encontré jugando como mediocampista defensivo.»

En el momento de renovar su contrato, Pintado no estuvo de acuerdo con las bajas condiciones ofrecidas por el presidente del Bragantino, Jesús Abi Chedid, y São Paulo fue a buscarlo, a pedido de Telê Santana. Esto no impidió que Bragantino, a su regreso a São Paulo, recurriera a los tribunales para intentar mantener la transferencia del jugador. «Afortunadamente, todo terminó bien», declaró Pintado, cuando fue convocado por primera vez para un partido del São Paulo, todavía en el banquillo, el 19 de febrero de 1992. «De repente, Bragantino no quería liberarme. Pero en la cancha ganó el São Paulo y estoy feliz porque ahora puedo jugar.»
Se convirtió en un referente del equipo que obtuvo el bicampeonato de la Copa Libertadores de América en 1992 y 1993 y que resultó campeón de la Copa Intercontinental en 1992 ante el llamado dream team del Fútbol Club Barcelona, dirigido por el neerlandés Johan Cruyff.
A mediados de 1993 firmó con el Cruz Azul de México, donde rápidamente se consolidó en el cuadro titular y obtuvo un campenato de Copa, anotando el segundo del triunfo 2:0 en la final contra Toros Neza el 3 de agosto de 1996. Siete días después, Pintado convirtió el primer gol del conjunto celeste en el Estadio de la Ciudad de los Deportes, recién bautizado Estadio Azul en aquel tiempo,  al minuto 10 en el triunfo 3:0, de nueva cuenta, ante el equipo de Toros Neza. En 1997 fue separado de la plantilla por Víctor Manuel Vucetich de cara al Verano y continuó su carrera a préstamo con América Mineiro y Atlético Mineiro, hasta su venta en enero de 1998 con el Cerezo Osaka de Japón. En total anotó 22 goles con el club mexicano.
Regresó al fútbol brasileño con Portuguesa en 1999 y se retiró con Brasiliense en 2003.

### Entrenador

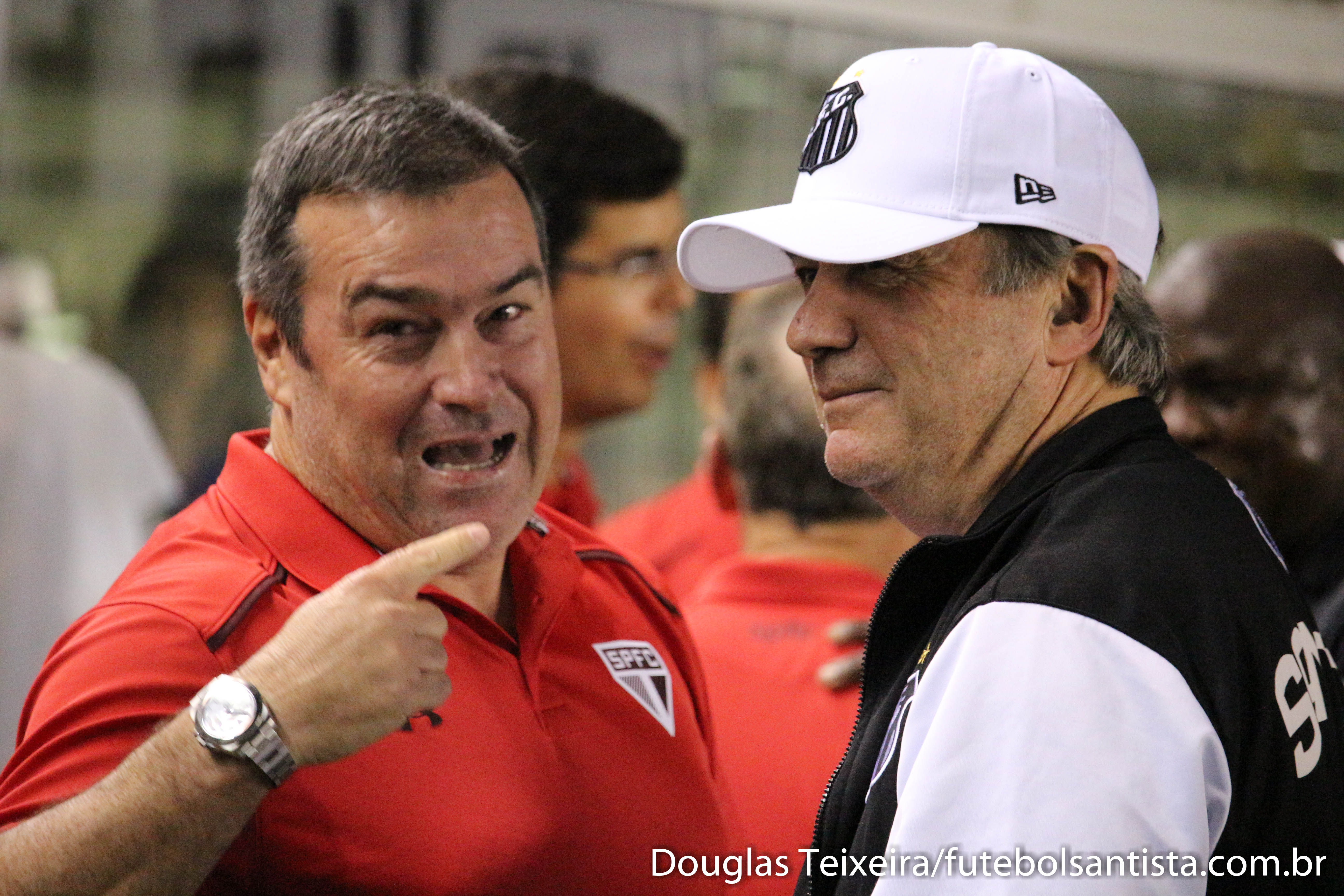
Pintado como entrenador interino de São Paulo junto a Levir Culpi en 2017.

Comenzó su carrera con el Inter de Limeira en 2004, regresando en una segunda y tercera etapa en 2006 y 2023 a la entidad, con la que obtuvo el Paulistão serie A2 en su año debut.
Tuvo su primer experiencia en el extranjero como entrenador del Emirates Club de los Emiratos Árabes Unidos entre julio y diciembre de 2007, registrando un triunfo, un empate y cinco derrotas. Entrenó a Ituano en el inicio del Paulistão 2008, pero terminó el campeonato a cargo de São Caetano. El 1 de julio fue juzgado por el STJD por haber ofendido al árbitro del partido frente a Santo André, con la posibilidad de recibir una suspensión de 30 a 180 días. Finalmente resultó en la primera cifra, sin embargo, no completó la penalización con el club y fue cesado del cargo el 8 de julio después de caer 3:1 en casa de Grêmio Barueri por la Série B. Regresó a dirigir el equipo en 2013 y tuvo una tercera etapa entre 2018 y 2019. Fuera de Brasil, dirigió en el fútbol mexicano al Club León, del cual fue anunciado el 3 de septiembre de 2010 como nuevo entrenador. Registró 7 triunfos y 3 empates en los 10 partidos que dirigió al club.
El 10 de octubre de 2013, después de ser prescindido de su cargo en América de Natal, firmó un contrato, el mismo día, con São Caetano para el resto de la Serie B y con Botafogo de Ribeirão Preto para el Campeonato Paulista de 2014. Sin embargo, una oferta desde México lo hizo volver con el equipo de Cruz Azul a inicios de 2014, como asistente técnico de Luis Fernando Tena.
En 2016 fue entrenador interino de São Paulo y trabajó como asistente técnico de Rogério Ceni. Luego del cese de Rogério volvió a ocupar el puesto de director técnico temporalmente, pero fue despedido con la contratación de Dorival Júnior.
El 2 de abril de 2022 obtuvo el Campeonato Matogrossense con Cuiabá, que revalidó el título logrado en la edición previa por el club, luego de vencer en la final a União Rondonópolis con 7-2 en el marcador global (3-2 en la ida y 4-0 en la vuelta).

## Clubes

### Como jugador
| Club             | País   | Año       | Partidos | Goles |
| ---------------- | ------ | --------- | -------- | ----- |
| Bragantino       | Brasil | 1983      | n/a      | n/a   |
| São Paulo        | Brasil | 1984-1993 | 118      | 2     |
| Bragantino       | Brasil | 1987-1991 | 16       | 0     |
| Cruz Azul        | México | 1993-1998 | n/a      | 22    |
| Santos           | Brasil | 1995      | 13       | 1     |
| América Mineiro  | Brasil | 1997      | 28       | 1     |
| Atlético Mineiro | Brasil | 1998      | 12       | 1     |
| Cerezo Osaka     | Japón  | 1998      | 22       | 4     |
| Portuguesa       | Brasil | 1999      | 11       | 1     |
| América Mineiro  | Brasil | 2000      | 33       | 1     |
| Democrata-GV     | Brasil | 2001      | n/a      | n/a   |
| Inter de Limeira | Brasil | 2001      | n/a      | n/a   |
| União São João   | Brasil | 2002      | 20       | 3     |
| Pelotas          | Brasil | 2003      | 2        | 0     |
| Santa Cruz       | Brasil | 2003      | n/a      | n/a   |
| Brasiliense      | Brasil | 2003      | n/a      | n/a   |

### Como entrenador
| Club                   | País                   | Año       | PD  | G   | E   | P   | GF  | GC  | DG  | %      |
| ---------------------- | ---------------------- | --------- | --- | --- | --- | --- | --- | --- | --- | ------ |
| Inter de Limeira       | Brasil                 | 2004      | 26  | 14  | 6   | 6   | 41  | 28  | +13 | 61.54  |
| América Mineiro        | Brasil                 | 2004      | 22  | 12  | 1   | 9   | 12  | 15  | -3  | 56.07  |
| Atlético Sorocaba      | Brasil                 | 2005      | 15  | 4   | 3   | 8   | 18  | 24  | -6  | 33.34  |
| Inter de Limeira       | Brasil                 | 2006      | 18  | 7   | 5   | 6   | 26  | 31  | -5  | 48.15  |
| Rio Branco             | Brasil                 | 2006      | 10  | 1   | 1   | 8   | 6   | 22  | -16 | 13.33  |
| Taubaté                | Brasil                 | 2006      | 5   | 0   | 2   | 3   | 6   | 9   | -3  | 13.33  |
| Rio Branco de Andradas | Brasil                 | 2007      | 4   | 2   | 1   | 1   | 4   | 3   | +1  | 58.33  |
| Noroeste               | Brasil                 | 2007      | 5   | 3   | 2   | 0   | 9   | 5   | +4  | 73.33  |
| Emirates               | Emiratos Árabes Unidos | 2007      | 7   | 1   | 1   | 5   | 10  | 19  | -9  | 19.05  |
| Paraná                 | Brasil                 | 2007      | 9   | 2   | 4   | 3   | 12  | 13  | -1  | 37.03  |
| Ituano                 | Brasil                 | 2008      | 11  | 4   | 1   | 6   | 13  | 21  | -8  | 39.39  |
| São Caetano            | Brasil                 | 2008      | 17  | 5   | 4   | 8   | 15  | 21  | -6  | 37.25  |
| Náutico                | Brasil                 | 2008      | 6   | 0   | 1   | 5   | 5   | 13  | -8  | 5.56   |
| Figueirense            | Brasil                 | 2009      | 13  | 6   | 2   | 5   | 22  | 21  | +1  | 51.28  |
| Mirassol               | Brasil                 | 2009      | 7   | 4   | 2   | 1   | 15  | 12  | +3  | 66.66  |
| Ponte Preta            | Brasil                 | 2009      | 17  | 7   | 6   | 4   | 32  | 23  | +9  | 52.94  |
| Mirassol               | Brasil                 | 2010      | 19  | 6   | 7   | 6   | 20  | 24  | -4  | 43.86  |
| Club León              | México                 | 2010      | 10  | 7   | 3   | 0   | 20  | 8   | +12 | 80     |
| Santo André            | Brasil                 | 2011      | 11  | 2   | 6   | 3   | 11  | 16  | -5  | 36.36  |
| Linense                | Brasil                 | 2011-2012 | 29  | 11  | 5   | 13  | 42  | 51  | -9  | 43.68  |
| Guaratinguetá          | Brasil                 | 2012      | 11  | 1   | 3   | 7   | 6   | 17  | -11 | 18.18  |
| CRB                    | Brasil                 | 2012      | 9   | 2   | 1   | 6   | 10  | 17  | -7  | 25.92  |
| Penapolense            | Brasil                 | 2013      | 14  | 5   | 4   | 5   | 21  | 16  | +5  | 45.23  |
| América de Natal       | Brasil                 | 2013      | 10  | 3   | 3   | 4   | 10  | 14  | -4  | 40     |
| São Caetano            | Brasil                 | 2013      | 10  | 2   | 3   | 5   | 8   | 15  | -7  | 30     |
| Guarani                | Brasil                 | 2015-2016 | 24  | 11  | 7   | 6   | 29  | 21  | +8  | 55.55  |
| São Paulo              | Brasil                 | 2016      | 2   | 2   | 0   | 0   | 7   | 1   | +6  | 100    |
| São Paulo              | Brasil                 | 2017      | 1   | 0   | 0   | 1   | 2   | 3   | -1  | 0      |
| São Caetano            | Brasil                 | 2018-2019 | 38  | 12  | 15  | 11  | 36  | 37  | -1  | 44.74  |
| Figueirense            | Brasil                 | 2019      | 9   | 2   | 7   | 0   | 10  | 7   | +3  | 48.15  |
| Água Santa             | Brasil                 | 2020      | 6   | 2   | 3   | 1   | 5   | 7   | -2  | 50     |
| Juventude              | Brasil                 | 2020      | 46  | 20  | 11  | 15  | 60  | 49  | +11 | 51.45  |
| Ferroviária            | Brasil                 | 2021      | 8   | 3   | 2   | 3   | 11  | 9   | +2  | 45.83  |
| Goiás                  | Brasil                 | 2021      | 12  | 5   | 5   | 2   | 11  | 5   | +6  | 55.56  |
| Chapecoense            | Brasil                 | 2021      | 14  | 1   | 6   | 7   | 13  | 24  | -11 | 21.43  |
| Cuiabá                 | Brasil                 | 2022      | 21  | 11  | 5   | 5   | 37  | 18  | +19 | 60.32  |
| Inter de Limeira       | Brasil                 | 2023      | 14  | 3   | 3   | 8   | 4   | 18  | -14 | 28.57  |
| Juventude              | Brasil                 | 2023      | 5   | 1   | 0   | 4   | 3   | 6   | -3  | 20     |
| Ponte Preta            | Brasil                 | 2023      | 12  | 2   | 5   | 5   | 7   | 12  | -5  | 30.56  |
| Portuguesa             | Brasil                 | 2024      | 8   | 2   | 2   | 4   | 4   | 9   | -5  | 33.33  |
| Guarani                | Brasil                 | 2024      | 6   | 0   | 3   | 3   | 5   | 8   | -3  | 16.67  |
| Água Santa             | Brasil                 | 2025      | 6   | 0   | 3   | 3   | 4   | 11  | -7  | 16.67  |
| Total                  | Total                  | Total     | 547 | 188 | 154 | 205 | 642 | 703 | -61 | 43.75% |

## Palmarés

### Como jugador

#### Títulos regionales
| Título              | Club            | Estado       | Año  |
| ------------------- | --------------- | ------------ | ---- |
| Campeonato Paulista | São Paulo       | São Paulo    | 1985 |
| Campeonato Paulista | São Paulo       | São Paulo    | 1992 |
| Paulista A2         | Bragantino      | São Paulo    | 1988 |
| Campeonato Paulista | Bragantino      | São Paulo    | 1990 |
| Copa Sul-Minas      | América Mineiro | Minas Gerais | 2000 |

#### Títulos nacionales
| Título      | Club            | País   | Año     |
| ----------- | --------------- | ------ | ------- |
| Série A     | São Paulo       | Brasil | 1986    |
| Série B     | Bragantino      | Brasil | 1989    |
| Copa México | Cruz Azul       | México | 1996-97 |
| Série B     | América Mineiro | Brasil | 1997    |

#### Títulos internacionales
| Título                | Club      | Sede      | Año  |
| --------------------- | --------- | --------- | ---- |
| Copa Libertadores     | São Paulo | São Paulo | 1992 |
| Copa Intercontinental | São Paulo | Tokio     | 1992 |
| Copa Libertadores     | São Paulo | Santiago  | 1993 |
| Copa de Campeones     | Cruz Azul | Guatemala | 1996 |

### Como entrenador

#### Títulos regionales
| Título                   | Club             | Estado      | Año  |
| ------------------------ | ---------------- | ----------- | ---- |
| Paulista A2              | Inter de Limeira | São Paulo   | 2004 |
| Campeonato Matogrossense | Cuiabá           | Mato Grosso | 2022 |

### Distinciones individuales
| Distinción                                                         | Año  |
| ------------------------------------------------------------------ | ---- |
| Equipo Ideal de la Copa Libertadores                               | 1992 |
| Equipo Ideal de la Copa Libertadores                               | 1993 |
| Equipo Ideal de Todos los Tiempos del América Mineiro según Lance! | 2015 |